# Granum
Pour les articles homonymes, voir Granum (homonymie) et Grana.
Granum (grana au pluriel) : structure interne des chloroplastes des plantes vertes formées par les replis de la membrane du thylakoïde, apparaissant comme des granules verts au microscope optique et comme des empilements au microscope électronique. Les grana contiennent les chlorophylles et les caroténoïdes et sont le siège des réactions lumineuses de la photosynthèse.
Les grana sont reliés entre eux par des thylakoïdes intergranaires. L'espace séparant la membrane du thylakoïde et la membrane du chloroplaste est appelé stroma.